# Nadine Lustre
Nadine Alexis Paguia Lustre (Quezon City, 31 ottobre 1993) è un'attrice, cantante, modella e   ballerina filippina.
Nel 2002 è entrata nel mondo della televisione come presentatrice del programma televisivo Storyland. È divenuta celebre per il ruolo di Eya Rodriguez nel film Diary ng Panget e di Georgina Evangelista nella serie Bagets.
Ha cominciato la sua carriera di cantante come membro del gruppo musicale filippino Pop Girls. L'esperienza con le Pop Girls è terminata nel 2011 quando ha lasciato il gruppo per intraprendere la carriera da solista.

## Biografia
Nadine Alexis Paguia Lustre è nata il 31 ottobre 1993 a Quezon, da Myraquel Paguia-Lustre ed Ulyses Lustre. Ha frequentato la Diliman Preparatory School ed in seguito si è iscritta a comunicazione artistica presso il Collegio de San Lorenzo di Quezon.

## Filmografia

### Cinema
- Petrang Kabayo, regia di Wenn V. Deramas (2010)
- Who's That Girl, regia di Wenn V. Deramas (2011)
- The Fighting Chefs, regia di Ronnie Ricketts (2013)
- When the Love Is Gone, regia di Andoy Ranay (2013)
- Diary ng Panget, regia di Andoy Ranay (2014)
- Talk Back and You're Dead, regia di Andoy Ranay (2014)
- Para sa Hopeless Romantic, regia di Andoy Ranay (2015)
- Chain Mail, regia di Adolfo Alix Jr. (2015)
- Beauty and the Bestie, regia di Wenn V. Deramas (2015)
- This Time, regia di Nuel Crisostomo Naval (2016)

### Televisione
- ASAP - presentatrice (2014–presente)
- Maalaala Mo Kaya - serie TV, episodio (2015)
- On The Wings Of Love - serie TV, 125 episodi (2015–2016)
- Till I Met You - serie TV, 105 episodi (2016–2017)

## Discografia

### Album
- 2014 - Nadine Lustre (Viva Records)

### Colonne sonore
- 2014 - Diary ng Panget: The Movie Soundtrack (Viva Records)